# Green Mansions
Green Mansions (br: A Flor que Não Morreu) é um filme americano de 1959, dos gêneros romance e aventura dirigido por Mel Ferrer. Baseado no romance de 1904 Green Mansions de William Henry Hudson, o filme é estrelado por Audrey Hepburn (que na época era casada com Ferrer) como Rima, uma menina da selva que se apaixona por um viajante, interpretado por Anthony Perkins. Também aparecem no filme Lee J. Cobb, Sessue Hayakawa e Henry Silva. A trilha sonora é de Heitor Villa-Lobos e Bronislaw Kaper.
O filme foi concebido para ser o primeiro de vários projetos de Ferrer estrelados por sua esposa, mas na realidade foi o único a ser liberado. Foi um fracasso de crítica e bilheteria, um dos primeiros da carreira de Hepburn. Vincente Minnelli foi originalmente escalado para dirigir o  filme, mas os atrasos no projeto fizeram com que Ferrer fosse escolhido.

## Elenco

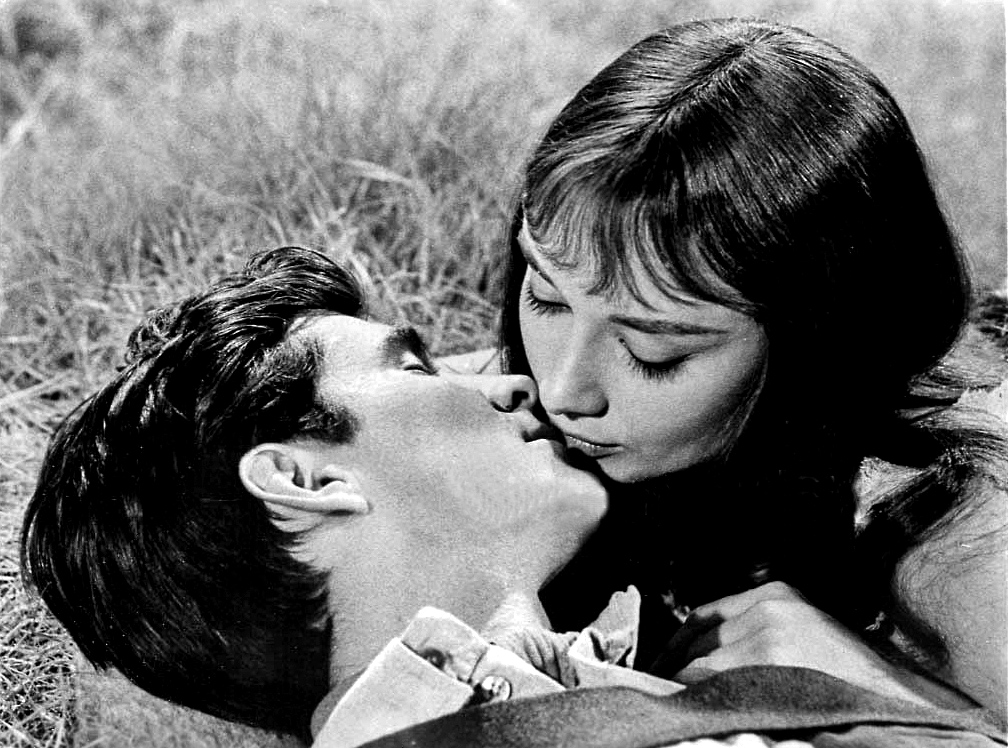
Foto de Perkins e Hepburn

- Audrey Hepburn como Rima
- Anthony Perkins como Abel
- Lee J. Cobb como Nuflo
- Sessue Hayakawa como Runi
- Henry Silva como Kua-ko
- Nehemiah Persoff como Don Panta
- Michael Pate como Priest
- Estelle Hemsley como Cla Cla

## Recepção critica
Embora um esforço considerável tenha sido feito para produzir uma tradução fiel e convincente do livro, o filme não foi revisado gentilmente pelos críticos na época e não foi um sucesso comercial.
Os críticos não foram gentis com o filme, nem impressionados com seus visuais widescreen exuberantes, nem pela partitura musical igualmente exuberante que os acompanhou...

## Produção
Em 1933, após o sucesso do filme Bird of Paradise (1932), a RKO Pictures tentou reunir o casal de estrelas, Dolores del Río e Joel McCrea em Green Mansions. No entanto, o projeto foi adiado e foi cancelado. Vinte e cinco anos depois, o projeto foi retomado por Edmund Grainger e Mel Ferrer, da MGM. Ferrer viajou para a América do Sul para selecionar possíveis locais de filmagem, mas acabou concluindo que as selvas eram muito densas e escuras para permitir seu uso nas sequências de ação do filme. Ele providenciou quase uma hora de filmagens na selva a serem filmadas ao sul de Orinoco e nas montanhas de Parahauri, muitas das quais foram incorporadas ao filme. As sequências de ação foram filmadas em palcos indoor e em Lone Pine, Califórnia.
Ferrer teve várias cobras e pássaros nativos da selva venezuelana capturados e enviados para Hollywood para uso em filmagens. Ele também trouxe um cervo bebê para a residência que ele dividia com Hepburn, e eles o criaram por vários dias antes das filmagens para que ele pudesse ser usado em várias cenas onde Rima interagia com as criaturas da floresta.

## Bilheteria
Apesar da popularidade de Hepburn, o filme obteve um baixo desempenho nas bilheterias — arrecadando 1,19 milhão de dólares nos EUA e Canadá e 1,2 milhão de dólares em outros territórios, resultando em uma perda de 2,43 milhões.

## Música

### Villa-Lobos
O compositor brasileiro Heitor Villa-Lobos foi inicialmente escolhido para compor a trilha completa do filme. No entanto, sua música foi inspirada no romance original, ao invés da adaptação para o cinema. Descontente com a forma que a música foi usada, Villa-Lobos transformou sua trilha em uma cantata, A Floresta do Amazonas.

### Kaper
Apesar de Villa-Lobos ter feito alguns trabalhos sobre o filme editado, a tarefa de marcar concluído o filme foi feito por Bronislaw Kaper, com a condução de Charles Wolcott.
Para a trilha final, Kaper adaptou o material composto por Villa-Lobos. Música e arranjos adicionais foram fornecidos por Sidney Cutner e Leo Arnaud. O tema romântico, "Song of Green Mansions" foi composto por Kaper, com letra de Paul Francis Webster.